# Matías Arce
Matías Sebastián Arce (Estación Clucellas, departamento Castellanos, Santa Fe; 31 de enero de 1980) es un exfutbolista argentino. Jugaba en la posición de mediocampista y su último equipo fue el Club Atlético San Miguel de Polvorines que se desempeña en el Primera C de la Argentina.
Es mayormente recordado por haber sido el autor del gol que le dio al Club Atlético Boca Juniors el Apertura 2000.

## Trayectoria
Volante creativo surgido de las inferiores de Boca Juniors. Tuvo su tarde gloriosa en el Apertura 2000, cuando marcó el gol de la victoria frente a Estudiantes de La Plata en la última fecha, gol que le significó el campeonato al cuadro xeneize y la obtención de la triple corona, ya que en ese mismo año el club había ganado también la Copa Libertadores y la Copa Intercontinental. En su paso por el cuadro xeneize tuvo grandes compañeros como Juan Román Riquelme, Guillermo Barros Schelotto, Nicolás Burdisso, Roberto Abbondanzieri y Martín Palermo.
En el 2001 pasó a defender a Belgrano. En el ‘Pirata’, que terminaría perdiendo la categoría, jugó 27 encuentros y llegó a anotar tres goles. Para la siguiente temporada después de haber sido ofrecido en bandeja a San Lorenzo de Almagro, tenía todo acordado para pasar a préstamo al Servette de Suiza, pero lo llamó Ramacciotti quien lo dirigió en Belgrano, llevándoselo así a Gimnasia y Esgrima de La Plata. Jugó 12 partidos, marcó un gol, jugó la segunda fase de una Copa Sudamericana 2002 y fue parte del plantel que disputó una Copa Libertadores 2003. 
Luego, el volante tuvo que regresar a Boca donde quedó libre, es así como fue fichado por Argentinos Juniors, club donde se podría decir que fue en el que más rindió, tanto futbolísticamente como en cuanto a resultados, ya que el “Bicho” logró ascender a primera ganándole la promoción a Talleres de Córdoba. Arce alcanzó 26 encuentros y 4 goles. No obstante, una vez conseguido el ascenso fue quedando relegado, por lo que decidió pasar a Godoy Cruz de Mendoza, volviendo a jugar en la B Nacional y volviendo a conseguir nuevamente el ascenso a Primera, compartiendo la volante con Enzo Pérez.
Llegó al Aragua FC de Venezuela, donde estuvo solo seis meses y convirtió tres goles, ayudando a su equipo a no descender. Dejó un grato recuerdo entre los hinchas venezolanos.
En septiembre del 2009 llega al Bolognesi de Tacna debutando frente al Sport Huancayo donde Arce anotó uno de los 2 goles con el cual ganaría el conjunto tacneño. En su paso por Tacna fue compañero de los argentinos Horacio Ramírez, Guillermo Esteban y Esteban Herrera. Jugó ocho partidos, metió dos goles y fue expulsado en dos ocasiones. Perdió la categoría.
Posteriormente militó en diversos equipos de su país, así como también en clubes de Bolivia, Costa Rica, Italia.

## Clubes
| Club                        | País        | Año       |
| --------------------------- | ----------- | --------- |
| Boca Juniors                | Argentina   | 1998-2001 |
| Belgrano                    | Argentina   | 2001-2002 |
| Gimnasia y Esgrima La Plata | Argentina   | 2002-2003 |
| Argentinos Juniors          | Argentina   | 2003-2005 |
| Godoy Cruz                  | Argentina   | 2005-2006 |
| Aragua                      | Venezuela   | 2006      |
| Alajuelense                 | Costa Rica  | 2007      |
| Platense                    | Argentina   | 2007-2008 |
| Teramo Calcio               | Italia      | 2008-2009 |
| Coronel Bolognesi           | Perú        | 2009      |
| Guabirá                     | Bolivia     | 2010      |
| River Ponce                 | Puerto Rico | 2011      |
| San Nicolò Calcio           | Italia      | 2011-2012 |
| Sarmiento                   | Argentina   | 2012      |
| Belgrano (Arequito)         | Argentina   | 2014      |
| San Miguel                  | Argentina   | 2015      |

## Palmarés

### Campeonatos nacionales
| Título                | Club         | País      | Año    |
| --------------------- | ------------ | --------- | ------ |
| Primera División      | Boca Juniors | Argentina | A-2000 |
| Nacional B (Apertura) | Godoy Cruz   | Argentina | 2005   |

### Copas internacionales
| Título            | Club         | País      | Año  |
| ----------------- | ------------ | --------- | ---- |
| Copa Libertadores | Boca Juniors | Argentina | 2001 |